# Episoriculus fumidus
Episoriculus fumidus — вид ссавців з родини мідицевих (Soricidae).

## Морфологічна характеристика
Довжина голови й тулуба від 5.3 до 7.1 сантиметрів. Хвіст від 3.7 до 5.2 сантиметра в довжину, а задня лапа — від 1.1 до 1.5 сантиметра. Забарвлення спини коричневе з різким відривом до сірого черева. Хвіст порівняно короткий порівняно з іншими видами, менше половини довжини голови й тулуба. Зверху він темний, а знизу світліший.

## Поширення
Цей вид є ендеміком Тайваню. Зустрічається на висоті до 2438 м над рівнем моря. Цей вид віддає перевагу густому ґрунтовому покриву як у широколистяних, так і в хвойних лісах, а також субальпійські чагарники у високогір’ї центрального Тайваню.

## Спосіб життя
Проявляє нічну і денну активність. Репродуктивний період триває з березня по червень, розмір виводку становить 2–4.